# Dolní Rychnov
Dolní Rychnov (deutsch Unter Reichenau) ist eine Gemeinde in Tschechien. Sie liegt am südlichen Stadtrand von Sokolov und gehört zum Okres Sokolov.

## Geographie

### Geographische Lage
Dolní Rychnov befindet sich am Fuße des Kaiserwaldes im Falkenauer Becken. Nordwestlich erhebt sich die ehemalige Halde Antonín. Im Osten liegt das Gelände des Golfplatzes Dolní Rychnov. Südlich erstreckt sich ein Halden- und Tagebaugebiet. Im Südwesten befindet sich das Kraftwerk Tisová.

### Gemeindegliederung
Für die Gemeinde Dolní Rychnov sind keine Ortsteile ausgewiesen.

### Nachbargemeinden
Nachbarorte sind Sokolov im Norden, Ovčárna und Těšovice im Nordosten, Vítkov im Osten, Novina im Südosten, Březová im Süden, Rudolec und Tisová im Südwesten sowie Citice im Westen.
Die umliegenden Orte Lísková (Haselbach) und Horní Rychnov (Ober Reichenau) fielen dem Braunkohlenbergbau zum Opfer.

## Geschichte
Die erste urkundliche Erwähnung von Rychnov erfolgte im Jahre 1309 im Zuge einer Entschädigungsforderung des Stiftes Tepl an Albert von Notthafft wegen der Besetzung des Dorfes. Im 15. Jahrhundert gehörte Reichenau zur Herrschaft Elbogen. Die Ansiedlung entlang des Reichenauer Baches (Rychnovský potok) bestand aus zwei Dörfern, Unter Reichenau und Ober Reichenau. Als Wolf von Schlick 1533 den Ort erworben hatte, schloss er ihn an seine Herrschaft Falkenau an.
Nachdem in der ersten Hälfte des 18. Jahrhunderts in der Umgebung des Dorfes Braunkohlenlagerstätten aufgefunden wurden, wandelte sich Unter Reichenau zum Bergbauort. 1834 wurde in Unter Reichenau eine der ersten dampfbetriebenen Wasserkünste in Böhmen aufgestellt. Der Montanunternehmer Johann David Starck ließ in Unter Reichenau eine Fabrik für Ruß, Farben und Naphthalin errichten. Sein Sohn Johann Anton von Starck ließ zur weiteren Erschließung der Kohlenlagerstätten den Erbstollen des Hl. Antonius vortreiben. Der mit drei Kilometern längste Erbstollen des Falkenauer Kohlenreviers entwässerte die Gruben von Těšovice in die Eger.
Nach der Aufhebung der Patrimonialherrschaften bildete Unter Reichenau mit dem Ortsteil Ober Reichenau ab 1850 eine Gemeinde im Bezirk Falkenau. Im 19. Jahrhundert eröffnete in Unter Reichenau eine Glashütte, für die die einheimische Kohle den Brennstoff bildete und die 170 Menschen beschäftigte. 1866 wurde die erste Dampffördermaschine aufgestellt. Später erhielten die Gruben einen Eisenbahnanschluss. Nachdem 1883 Johann Anton Starck verstorben war, erfolgte 1885 die Vereinigung sämtlicher Starckschen Unternehmen zur Montan- und Industrialwerke A.G., vorm. J.D. Starck, deren Sitz Unter Reichenau wurde. Zu Beginn des 20. Jahrhunderts wurde das Unternehmen von den Prager Petscheks aufgekauft. In Unter Reichenau errichteten die Petscheks ihre Generaldirektion der Falkenauer Werke. In dieser Zeit erfolgte der Aufschluss der Grube Antonín, wenig später folgte die Nová Anežka. 1902 entstand ein großes Wärmekraftwerk. Auf der Grube Nová Anežka wurde 1922 eine hölzerne Brikettfabrik errichtet, 1930 erfolgte der Neubau einer moderneren.
1930 hatte die Gemeinde 3800 Einwohner, 1939 waren es 3719. Nach dem Münchner Abkommen wurde die Gemeinde Unter Reichenau ins Deutsche Reich eingegliedert und gehörte bis 1945 zum Landkreis Falkenau an der Eger. 1938 begann die Aussiedlung der Tschechen. Nach dem Ende des Zweiten Weltkrieges kam der Ort zur Tschechoslowakei zurück; es begann die Vertreibung der Deutschen.
1965 erfolgte die Stilllegung der Grube Antonín.
1980 wurde Dolní Rychnov nach Sokolov eingemeindet. Seit dem 1. Jänner 1991 besteht die Gemeinde wieder. Zwischen 2002 und 2005 wurde im Zuge der Rekultivierung einer Bergbauhalde das Projekt eines großen Golfplatzes realisiert. Er wurde in etwa dort angelegt, wo vor Beginn des Bergbaus das Dorf Horní Rychnov gestanden hatte.

## Söhne und Töchter der Gemeinde
- Josef Mühlig (1874–1954), Glasindustrieller
- Anton Mühlig (1876–1951), Glasindustrieller